# Xa lộ Liên tiểu bang 86 (Idaho)
Xa lộ Liên tiểu bang 86 (tiếng Anh: Interstate 86 hay viết tắt là I-86) là một xa lộ liên tiểu bang nội tiểu bang, nằm hoàn toàn bên trong tiểu bang Idaho. Nó chạy 63 đặm (101.4 km) từ một nút giao thông lập thể với Xa lộ Liên tiểu bang 84 nằm cách Declo khoảng 7 dặm (11,3 km) về phía đông trong Quận Cassia miền quê đến một nút giao thông khác mức với Xa lộ Liên tiểu bang 15 tại Pocatello. Xa lộ Liên tiểu bang 86 kết nối các thành phố lớn phía đông của Idaho là Pocatello và Idaho Falls với vùng Twin Falls và các thành phố khác nằm trong vùng Thung lũng Magic của tiểu bang. Nó là xa lộ chính đông-tây ngắn nhất trong Hệ thống Xa lộ Liên tiểu bang.
Ngoài việc nó là xa lộ chính ngắn nhất trong hệ thống liên tiểu bang, vùng mà Xa lộ Liên tiểu bang 86 đi qua thì rất hẻo lánh. Pocatello, Chubbuck và American Falls là các khu định cư hợp nhất duy nhất nằm trên xa lộ. Giữa American Falls và Pocatello, I-86 đi qua một phần Khu dành riêng cho người bản thổ Mỹ Fort Hall.

## Mô tả xa lộ

### Quận Cassia, Idaho
Đi về hướng đông, I-86 bắt đầu tại một nút giao thông lập thể với Xa lộ Liên tiểu bang 84 và Quốc lộ Hoa Kỳ 30 trong Quận Cassia nông thôn; tại đây nó chạy trùng với Quốc lộ Hoa Kỳ 30 và giữ như thế phần lớn đoạn đường của nó. Xa lộ theo hướng đông qua vùng đất phần lớn là nông thôn và chưa được phát triển thuộc Quận Cassia; nó không có lối ra trong đoạn đường 14 dặm đầu tiên. Sau đoạn này, I-86 qua Sông Raft và đến một lối ra với Lộ Yale nằm trong cộng đồng Raft River.

### Quận Power, Idaho
Xa lộ tiếp tục hướng đông vào Quận Power, chạy đến phía nam Sông Snake. Nó đến lối ra kế tiếp của nó tại Lộ Barkdull Road tại Coldwater ở mốc dặm 21. I-86 chạy hướng đông bắc dọc theo con sông này đến một lối ra tại Công viên Tiểu bang Massacre Rocks. Xa lộ tiếp tục hướng đông bắc và gặp Lộ Rock Creek tại Neeley. Qua Neeley, I-86 đến một nút giao thông lập thể với Xa lộ Tiểu bang Idaho 37 là con lộ chạy về phía nam đến Rockland, và Xa lộ Thương mại Liên tiểu bang 86, một xa lộ vòng thương mại phục vụ thành phố American Falls.
I-86 đi tránh qua thành phố American Falls về phía đông nam, gặp xa lộ vòng thương mại của nó và Xa lộ Tiểu bang Idaho 39 ở phía đông thành phố gần Sân bay American Falls. Xa lộ chạy từ phía nam Hồ trử nước American Falls đến lối ra kế tiếp của nó tại Lộ Ramsey gần Seagull Bay. Qua lối ra này, xa lộ vào Khu dành riêng cho người bản thổ Mỹ Fort Hall. Sau khi qua một lối ra khác tại Lộ Rainbow gần rìa phía đông của hồ trử nước, I-86 đi về hướng đông đến Pocatello. Nó có các lối ra tại Arbon Valley và Sân bay Vùng Pocatello trước khi rồi khu dành riêng cho người bản thổ Mỹ. Quốc lộ Hoa Kỳ 30 rời I-86 tại lối ra kế để đi về hướng đông nam trong khi đó 1-86 tiếp tục hướng đông đi ngang qua Sông Portneuf.

### Quận Bannock, Idaho
Xa lộ đi vào Quận Bannock và vào thành phố Chubbuck và tại đây nó giao cắt Quốc lộ Hoa Kỳ 91. I-86 đi qua Pocatello ngắn ngũi mà không có một nút giao thông lập thể nào bên trong thành phố và kết thúc tại Xa lộ Liên tiểu bang 15 nằm bên ngoài địa giới của thành phố Pocatello.

## Lịch sử
Con đường của Xa lộ Liên tiểu bang 86 phần lớn được lấy từ một phần đường của Quốc lộ Hoa Kỳ 30N mà được xây dựng vào thập niên 1920. Con đường này ban đầu chạy từ Burley đến một điểm nằm trên ranh giới tiểu bang Wyoming gần Montpelier. Xa lộ Liên tiểu bang 86 ngày nay được đưa vào Hệ thống Xa lộ Liên tiểu bang vào năm 1960 với tên gọi là Xa lộ Liên tiểu bang 15W. Quốc lộ Hoa Kỳ 30N được điều chỉnh lại thành một phần của Quốc lộ Hoa Kỳ 30 vào năm 1972. Xa lộ Liên tiểu bang 86 tiếp tục chạy trùng với Quốc lộ Hoa Kỳ 30 gần như toàn chiều dài của nó.
Vào cuối thập niên 1970, Hiệp hội Quan chức Giao thông và Xa lộ Tiểu bang Mỹ quyết định rằng tốt hơn hết có các mã số xa lộ trùng lặp tại các phần khác nhau của đất nước thay vì có các mã số có đuôi mẫu tự. Vào thời điểm đó, tại tiểu bang California cũng có một Xa lộ Liên tiểu bang 15E. Xa lộ Liên tiểu bang 15W được đổi mã số lại thành Xa lộ Liên tiểu bang 86 vào năm 1980.